# Breuer Klára
Breuer Klára (teljes nevén Breuer Klára Erzsébet) (Pécs, 1962 november 16.[forrás?] –) tanár, újságíró, magyar diplomata, nagykövet.

## Pályafutása
A Debreceni Kossuth Lajos Tudomány Egyetem történelem–angol nyelv és irodalom szakán szerzett diplomát 1987-ben. A pécsi Nagy Lajos Gimnáziumban kezdte meg angoltanári pályafutását 1987-ben, ahol három évig tevékenykedett.[forrás?] 1991-ben elvégezte a MÚOSZ Bálint György Újságíró Akadémiát, és még ugyanebben az évben felvételizett a Külügyminisztériumba. Sajtóattasé lett Magyarország washingtoni nagykövetségén, majd a londoni külképviseleten a nagykövet helyettese lett. 2001 és 2005 között Mádl Ferenc köztársasági elnök diplomáciai főtanácsadójaként dolgozott, 2011-től pedig Martonyi János külügyminiszter kabinetfőnöke volt.
2014-ben vette át a lisszaboni magyar nagykövetség vezetését, melyet 2019-ig irányított. 2019-ben a Nemzeti Közszolgálati Egyetemen helyezkedett el mint a Nemzetközi Igazgatóság vezetője. 2021-ben nevezték ki Magyarország helsinki nagykövetsége élére, állomáshelyére 2022-ben érkezett, és 2022. január 21-én adta át megbízólevelét, elődje Urkuti György volt.

## Kihelyezései, beosztásai
- 1991–1994  Washington, a Magyar Köztársaság Nagykövetsége, sajtóattasé
- 1994–1998  Külügyminisztérium ENSZ főosztály, referens
- 1998–1999  Bécs, Magyar Köztársaság ENSZ képviselete,  első beosztott
- 1999–2000  Külügyminisztérium, Emberi és Kisebbségjogi Főosztály, főosztályvezető
- 2001–2005  Köztársasági Elnöki Hivatal, Mádl Ferenc Köztársasági Elnök külpolitikai főtanácsadója
- 2005–2007  Külügyminisztérium ENSZ Főosztály, főosztály vezető helyettes
- 2007–2011  London, Magyar Köztársaság Nagykövetsége, első beosztott, rendkívüli követ és meghatalmazott miniszter
- 2011–2014  Külügyminisztérium, Martonyi János külügyminiszter kabinetfőnöke
- 2014–2019  Lisszabon, Magyarország Nagykövetsége, nagykövet
- 2019–2021  Nemzeti Közszolgálati Egyetem, nemzetközi igazgató, nagykövet
- 2022–          Helsinki, Magyarország Nagykövetsége, nagykövet

## Magánélet
A gölnicbányai Breuer család erdélyi ágához tartozik. A família többek között Breuer Szilárd József személyében a Magyar Országos Tűzoltó Szövetség elnökét adta. Nagyapját, Breuer Pál ezredest, a második világháborúban zsidók megmentéséért 2012-ben posztumusz Jad Vasemmel tüntették ki, Édesapja, dr. Breuer Pál jogász, agronómus, szovjet hadifogoly, majd a hortobágyi kényszermunkatábor rabja, a Magyar Érdemrend középkeresztje (1922) tulajdonosa. Édesanyja Varga Szabó Gizella magángyógyszerész, a felvidékről deportált magyar család sarja.
1999-ben férjhez ment Rudas Pál informatikus villamosmérnök-vállalkozóhoz. 2000-ben született egyetlen gyermekük, Rudas Máté az Essexi Egyetem informatikaszakos hallgatója.